# مارينا كارديناس
مارينا كارديناس (بالإسبانية: Marina Cárdenas)‏ مغنية نيكاراغوية، ولدت في 26 ديسمبر 1946 في ماناغوا في نيكاراغوا، وتوفي بنفس المكان في 31 أكتوبر 2014.